# Batobus

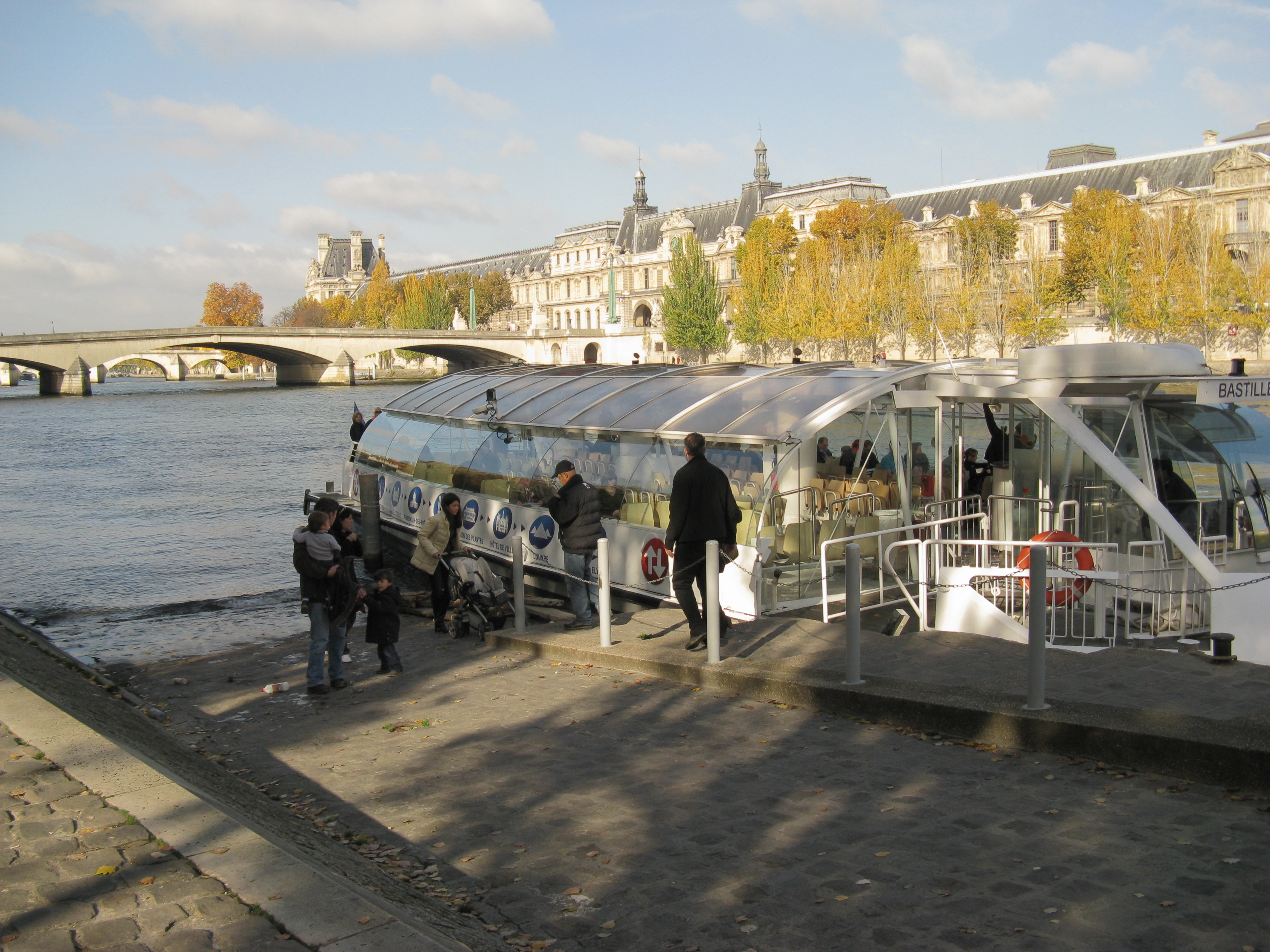
Batobus naproti Louvru

Batobus (složenina slov bateau - loď a autobus) je ochranná známka společnosti Bateaux Parisiens, pod kterou je evidovaná flotila osmi lodí. Tato flotila zajišťuje přepravu osob po Seině v Paříži. Lodě během sezony 2006/2007 přepravily 843 000 cestujících. V roce 2007 společnost vyhrála výběrové řízení i na provozování linky Voguéo, které vypsal Syndicat des transports d'Île-de-France.

## Historie
V roce 1989 u příležitosti oslavy dvoustého výročí Velké francouzské revoluce rozhodl státní tajemník pro dopravu o vytvoření vodní veřejné dopravy na Seině v Paříži. Ports de Paris, do jehož správy byla služba svěřena, vybral společnost Bateaux Parisiens a svěřil jí každoročně obnovovanou koncesi. V letech 1989-1996 tvořila roční přeprava asi 100 000 cestujících. V letech 2001-2002 dosáhla tato služba roční vytíženosti 500 000 cestujících. V roce 1997 byla koncese obnovena pro jedenáct turistických sezón pod obchodním názvem Batobus. Nejprve bylo plánováno šest zastávek - čtyři na levém břehu a dvě na pravém břehu, později přibyly ještě dvě u Jardin des plantes proti proudu a u Eiffelovy věže po proudu. V roce 2005 se služba, která byla postupně rozšířena, stala pravidelnou. V roce 2007 společnost navíc zvítězila ve výběrovém řízení vyhlášeném STIF na provoz pravidelné linky v rámci osobní dopravy v Paříži. Tato linka nazvaná Voguéo byla ve zkušebním provozu od 1. června 2008 do 31. prosince 2010.

## Zastávky lodí Batobus
- Beaugrenelle/Pařížská Socha Svobody
- Tour Eiffel
- Musée d'Orsay
- Saint-Germain-des-Prés
- Notre-Dame
- Jardin des plantes
- Hôtel de Ville
- Louvre
- Champs-Élysées

## Provozní doba a ceny
Lodě Batobus slouží většinou turistům a jsou k dispozici od 10:00 do 19:00 od září do dubna. Během dubna až srpna je rozšířen provoz od 10:00 do 21:30. Frekvence spojů je půl hodiny, během sezóny 15 minut. Jízdní doba na celém okruhu je 90 minut (z výchozí zastávky zpět na výchozí zastávku). Dle zkušenosti ze sezóny 2012 byly všechny lodě v provozu až do cca 22h, tedy ještě půl hodiny po deklarované době ukončení provozu ve 21:30.
Ačkoliv se jedná v podstatě o další druh městské hromadné dopravy, ceny jízdného jsou výrazně odlišné, než např. za pařížské metro. Pro dospělého začínají ceny od 16 € za celodenní jízdenku s neomezeným počtem nástupů a výstupů (zdarma děti do 3 let, nebo 7 € pro děti do 16 let, nebo 10 € pro držitele studentské karty). Jízdenka ale neobsahuje žádné údaje o kupujícím - prakticky je tedy přenosná a lze ji střídavě využít i pro více cestujících (během jednoho dne).
 
Je samozřejmě nevýhodné kupovat jednodenní jízdenku večer, protože platí jen pro konkrétní datum, nikoliv celých následujících 24 hodin. Nelze koupit levnější jízdenku, např. jen na jednu jízdu nebo jen na jednu hodinu.
 
Dlouhodobější jízdenky jsou velmi výrazně zvýhodněné, např. dvoudenní pro dospělého je jen o +2 € dražší, za 18 €. Celoroční karta je jen za 60 €, tedy prakticky zhruba cena 4 jednodenních jízdenek. (Aktualizace cen: květen 2014)

## Flotila
Flotila se skládá z osmi lodí - šest z nich jsou panoramatické trimarany (třítrupá loď). Běžná rychlost je šest uzlů (asi 12 km/h), což je rychlostní limit na Seině v Paříži. Maximální rychlost lodě je 16 km/h. Jsou vybaveny dieselelektrickým pohonem, jehož agregát pracuje se stálými otáčkami. Pohon a zároveň řízení lodě zajišťují dva azipody (vpředu a vzadu), každý o výkonu 150 kW. Tento druh pohonu dává lodi výbornou manévrovatelnost (na místě se může otočit o 360°), která je potřeba v hustém říčním provozu na Seině a při častých přistávacích manévrech. Kapacita každé lodi je okolo 200 cestujících a 10 jízdních kol. Lodě jsou vybaveny terasou v zadní části a prostorem pro kola vpředu. Nesou jména Vendôme, Odéon, Rivoli, Trocadéro, Bastille a Dauphine. Další dvě lodě s kapacitou okolo 150 míst doplňují flotilu během rušných dnů.